# Castell de Púbol
El castell de Púbol és una fortificació al poble del mateix nom, al municipi de la Pera (Baix Empordà), declarada bé cultural d'interès nacional. Actualment és una casa-museu gestionada per la Fundació Gala-Salvador Dalí. Juntament amb la Casa Salvador Dalí de Portlligat i el Teatre-Museu Dalí de Figueres, forma el triangle dalinià empordanès.

## Història
La primera menció documental és del 1020, quan la comtessa Ermessenda de Carcassona va restituir al Seu de Girona, el bisbe de la qual era el seu germà Pere, la torre de Púbol amb l'església i totes les seves pertinències. Posteriorment, aquesta devia ser enfeudada als Bastons, i el 1065 Gaufred Bastons jurà fidelitat als comtes Ramon Berenguer I i Almodis, obligant-se a servir-los amb 20 cavallers, així com donar-los la potestat dels castells de Púbol i de Cervià cada cop que se li demanés. El 1101 fou succeït pel seu fill Bereneguer Gaufred, i després al germà d'aquest, Guillem Gaufred, ambdós cognominats Cervià, que ja el posseïa el 1117. El 1139, Guillem Gaufred demanà al comte Ramon Berenguer IV que confirmés la donació en vida del castell al seu fill Arnau I de Llers, a la seva esposa Flandina i als seus fills Arnau i Guillem. Durant tres generacions, els senyors del castell es cognomenaren Llers, fins que el fill d'Arnau III de Llers passà a ser conegut com Guillem de Cervià.
El 1368, el castell pertanyia a Gispert o Jaspert de Campllong, a qui el rei Pere el Cerimoniós vengué la jurisdicció sobre el terme, la qual fou confirmada l'any següent pel seu fill, l'infant Joan. Pel que sembla, durant el seu mandat foren executades algunes penes de mort, i el 1399, els veïns dels pobles de la Pera, Pedrinyà i Caçà de Pelràs van demanar al rei Martí l'Humà la redemció de la jurisdicció. Gispert de Campllong fou succeït pel seu fill Jaume, i aquest per la seva filla Margarida, que abans del 1422 es va casar amb Bernat de Corbera. El matrimoni tingué un fill, Francesc, el retrat del qual figura al costat del de la seva mare al retaule de Sant Pere, pintat per Bernat Martorell. A mitjans de segle es va casar amb Violant d'Albert, amb qui va tenir una filla, Isabel de Corbera-Campllong i d'Albert, que es va casar es primeres noces amb Francesc de Montanyans-Horta, fill d'Antoni Guillem de Montanyans-Horta, senyor de la casa d'Horta, que administrà els béns de la seva esposa durant la Guerra Civil catalana, figurant als documents com a baró de Púbol.
Després de la mort del seu marit, Isabel es va casar en segones noces amb Berenguer Joan de Requesens i Joan de Soler (†1476), amb qui tingué un fill, Francesc de Requesens i de Corbera-Campllong, que succeiria la seva mare. Aquest va morir el 1540, nomenant com a hereva universal la seva filla gran Isabel Constança, amb la condició que es casés amb Honorat Jaume de Montanyans-Horta, besnet de Francesc, primer marit de la seva mare. D'aquest matrimoni va néixer Anna de Montanyans-Horta i de Requesens, que va morir sense descendència el 1623 i va nomenar hereu al seu cosí Miquel d'Oms-Cruïlles-Vilademany i de Cardona, net d'Isabel de Corbera-Campllong i del seu tercer marit Bernat d'Oms, baró de Corbera, que adoptà el cognom Requesens-Campllong, òlim de Cruïlles.
Casat amb Elisabet de Miquel, senyora de Palau-sator, no tingué descendència, i fou succeït pel seu renebot Josep de Tormo i d'Oms-Cruïlles-Vilademany (†1637), fill de Jaume de Tormo i de la seva neboda Ginebra d'Oms-Cruïlles-Vilademany. Aquest es va casar amb Rafaela Codina (†1643), amb qui va tenir diversos fills. L'hereu Josep de Tormo i de Codina va morir el 1638 i la successió passà al seu germà Lluís, que el 1644 heretà el castell. El 1649, aquest va morir sense successió i el castell passà a mans de la seva germana Marina (†1701), que es va casar en segones noces amb Joan de Balle i de Marquès, senyor de Gleu i de Finestres (Ultramort), amb qui tingué una filla, Teresa de Balle i de Tormo (†1702). El 1686 es va casar amb Francesc de Miquel i Descatllar, i fou succeïda pel seu fill Jeroni de Miquel i Balle (1693-1741), que el 1724 es va casar amb Magdalena de Rovira. L'hereu fou Domènec Ignasi de Miquel i de Rovira (1727-1779), que el 1754 es va casar amb Escolàstica de Vilaplana i de Gros (1725-1818).
L'hereu Joan de Miquel i de Vilaplana (1755-1809) es va casar el 1774 amb Genoveva de Blondel-Drouhot i Wytts de la Boucharderie (1751-1791). El 1790, el seu germà Lluís va rebre el títol de marquès de Blondel de l'Estany, títol que heretà, a més del castell, el seu fill Felip Ignasi de Miquel i de Blondel, tinent coronel d'Infanteria dels Reials Exèrcits. Casat en primeres noces amb Francisca de Mestanza y Santiesteban, va ser succeït pel seu primogènit Josep Maria de Miquel i de Mestanza (1805-1885), que es va casar amb Isabel de Bassols i de Foixà. El seu fill Lluís Josep de Miquel i de Bassols (1837-1907) es va casar amb Marguerite Santol, amb qui va tenir Carles de Miquel i Santol, que es va casar amb Elia Almech i Loygorri, amb qui va tenir Maria Pilar i Maria Isabel de Miquel i Almech.

### Residència de Salvador Dalí
El 1969, el pintor Salvador Dalí va prometre a la seva estimada Gala que li compraria un castell. Després que fallessin les negociacions amb els castells d'Empordà, de Foixà i el de Requesens, finalment adquirí el castell de Púbol, que es trobava en molt mal estat, i el va fer restaurar, amb la decoració interior creada íntegrament pel pintor.
| «               | Gala em va agafar la mà i de sobte em digué: «Gràcies un cop més. Accepto el castell de Púbol, però amb una sola condició: que només vindràs a visitar-me al castell per invitació escrita». Aquesta condició afalagà sobretot els meus sentiments masoquistes i m'entusiasmà, Gala esdevenia el castell inexpugnable que no havia deixat mai de ser. La intimitat i, sobretot, les familiaritats fan minvar totes les passions. El rigor sentimental i les distàncies, com ho demostra el cerimonial neuròtic de l'amor cortès, augmenten la passió | » |
| — Salvador Dalí | |   |

Ella el va freqüentar entre els anys 1970 i 1980, habitualment durant l'estiu, fins al desembre de 1982, quan va ser enterrada al mateix castell, al mausoleu del soterrani que Salvador Dalí havia dissenyat per a ella. La mort de Gala va afectar considerablement l'artista, qui va traslladar-se a viure al castell durant els dos anys següents. Després de l'incendi que s'hi va declarar el 1984, del qual Dalí va patir greus cremades, es va instal·lar a la Torre Galatea, un edifici annex al Teatre-Museu Dalí de Figueres, on va romandre fins a la seva mort.

## Descripció

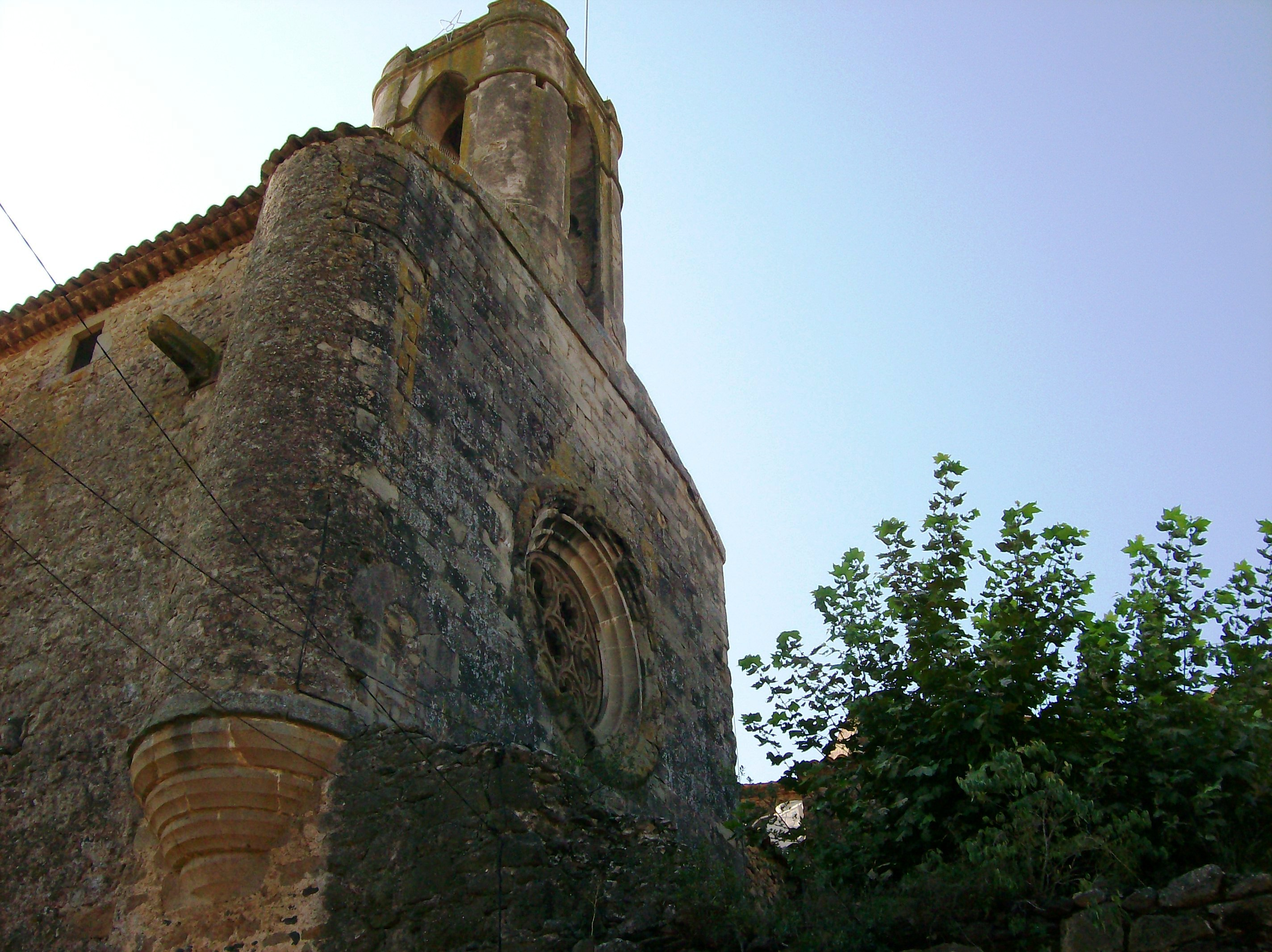
Església de Sant Pere de Púbol

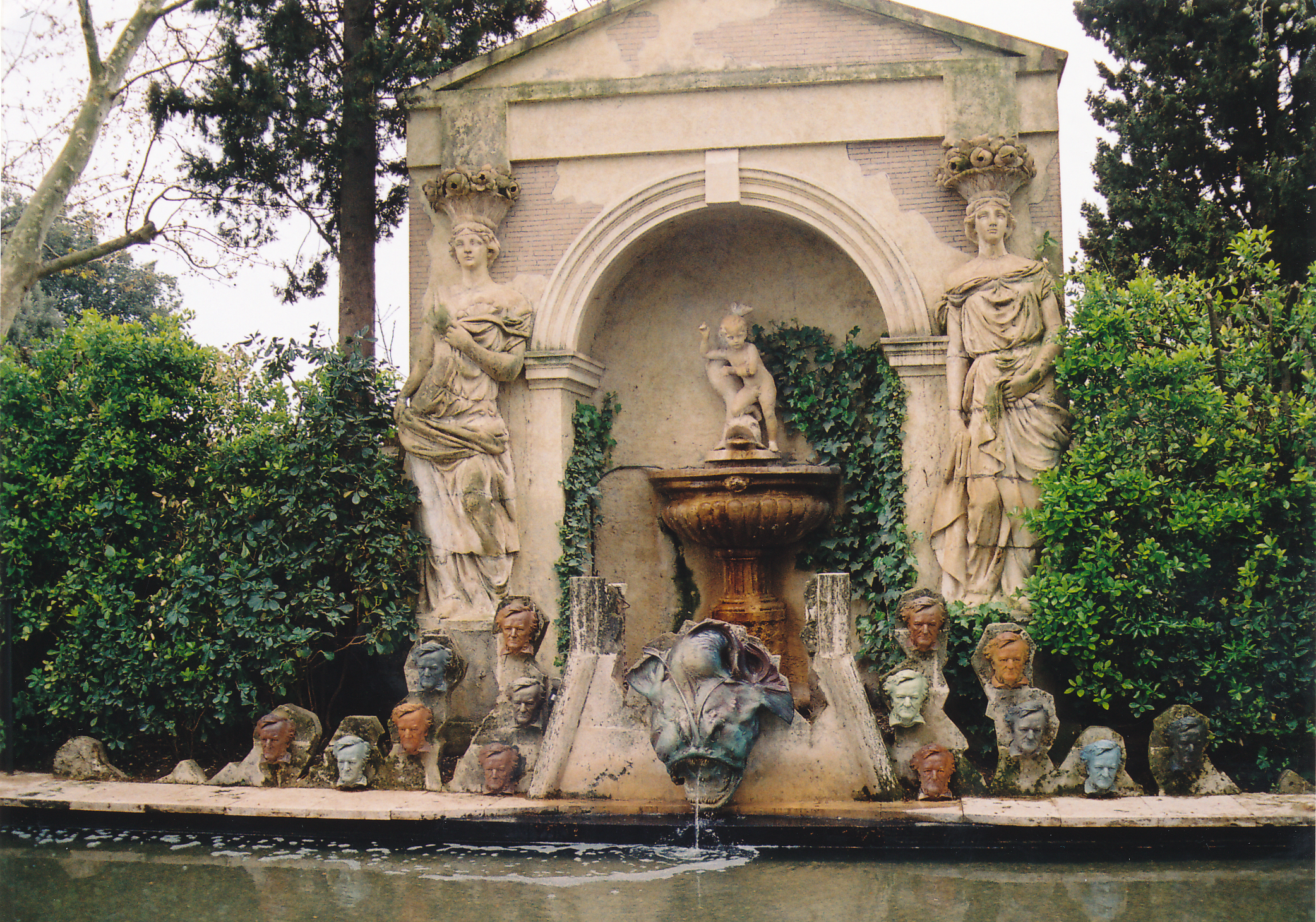
Font del jardí del castell de Púbol decorada amb busts del compositor d'òperes Richard Wagner

El poble de Púbol, situat a 1 km al sud de la Pera, presenta encara un aspecte feudal, amb el castell i l'església a l'indret més prominent. Entre els edificis que l'envolten hi ha encara restes del recinte fortificat. Està format per diversos cossos disposats a l'entorn d'un pati, que conserven gran part de les estructures i elements originals de l'època gòtico-renaixentista. La façana principal és la més gran, i presenta com a elements remarcables el portal d'accés d'arc de mig punt amb grans dovelles de pedra i les finestres d'origen gòtic del pis principal. Són també d'interès altes elements (finestres gòtiques i renaixentistes, relleus, portals amb emblemes, etc.), situats als diversos cossos de l'edifici. L'església del castell ara és la parròquia.
L'estructura bàsica de l'edifici actual, de tres plantes articulades a partir d'un pati central alt i estret, cal situar-la durant el període de màxima esplendor de la baronia de Púbol: segona meitat del segle xiv i principis del xv. D'estil gòtic-renaixentista, ha sofert nombroses transformacions. El conjunt arquitectònic del castell de Públic està format per l'actual església parroquial, la masia-palau fortificada envoltada d'un jardí murat i l'edifici adjunt conegut com a delme. Està envoltat per les cases protegides per les restes de la muralla medieval.

### Església
L'església de Sant Pere de Púbol, construïda entre 1327 i 1341 és d'estil gòtic. Té una sola nau coberta amb volta apuntada i tancada per absis poligonal. Al mur de migdia s'obren capelles laterals, una dedicada a la Mare de Déu, amb decoració escultòrica del segle xv, i l'altra de 1631. El segle xvii s'hi afegí el cor i el XVIII, la sagristia. La façana és centrada per una portada i una rosassa tardogòtica. Al cim hi ha la torre-campanar. Fins al 1936 conservava el retaule de Sant Pere, de Bernat Martorell, actualment al Museu d'Art de Girona.

### Casa-Museu Castell Gala-Dalí
La casa-museu Castell Gala Dalí, oberta al públic el 1996, permet descobrir la materalització de l'esforça creatiu de Dalí pensant en Gala. A l'interior es poden veure les pintures i els dibuixos que Dalí va regalar a Gala per exposar al castell, a més de les escultures d'elefants de llargues potes que decoren el jardí (recurs molt freqüentat en les obres de l'artista), la piscina amb busts de Richard Wagner, una col·lecció de vestits d'alta costura de Gala, i el mobiliari i els nombrosos objectes amb què van decorar el castell, així com el mausoleu de Gala. Les sales visitables són el Saló dels escuts, el Saló del piano, l'Habitació de Gala, el Bany de Gala, la Biblioteca, l'habitació de convidats, les golfes, el repartidor, el menjador, l'eixida, el delme amb la cripta, el garatge, el jardí i la piscina.

## Galeria d'imatges

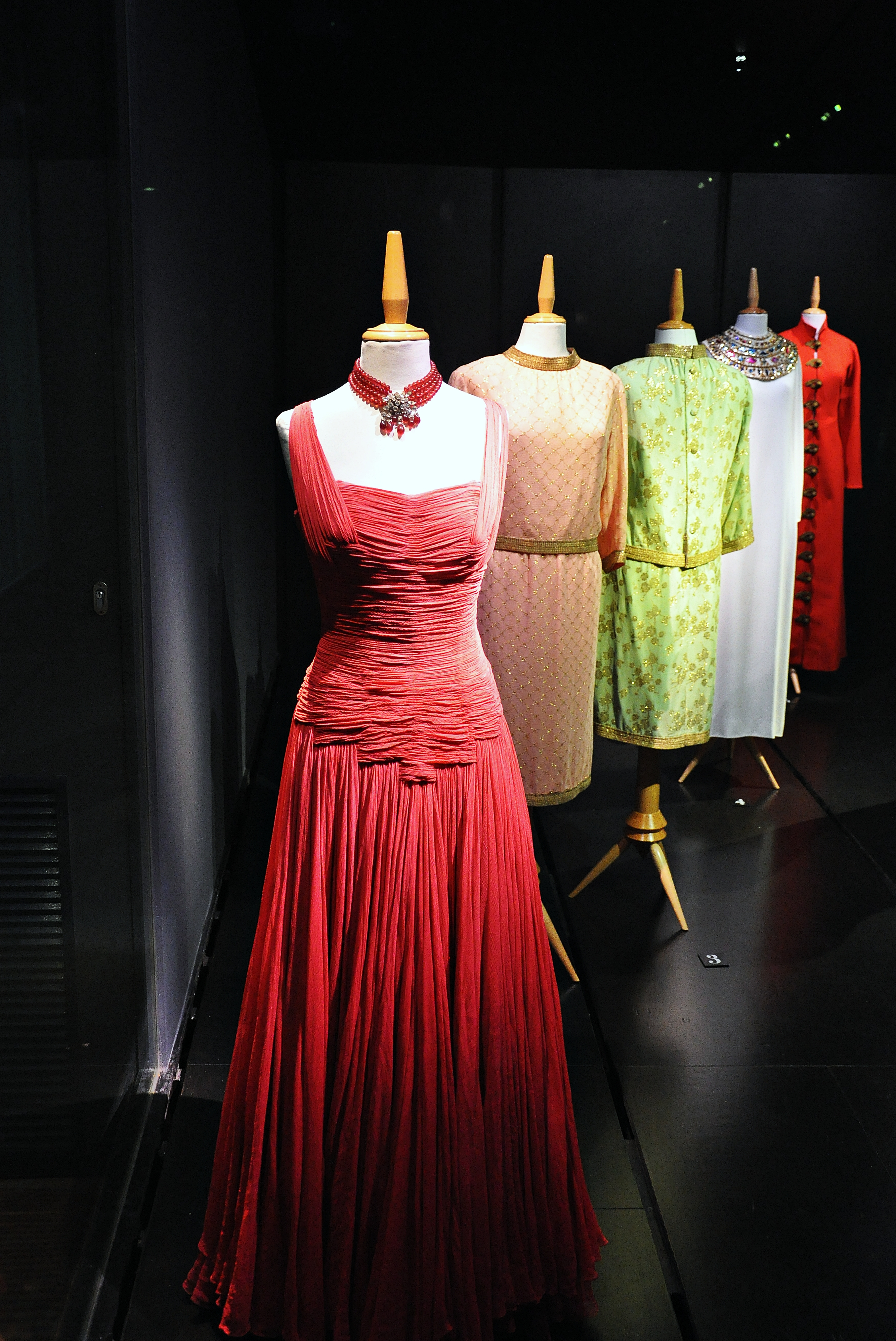
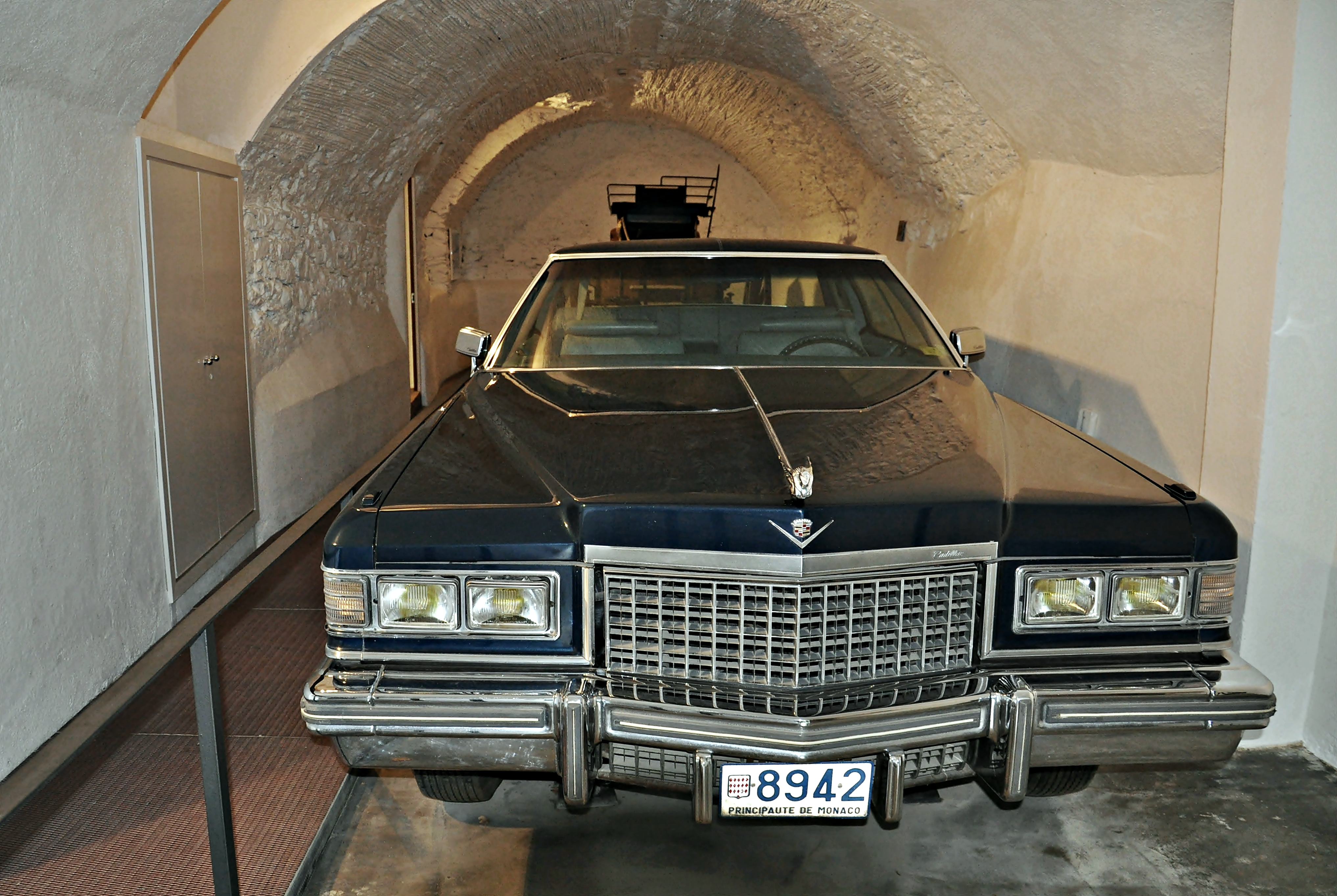
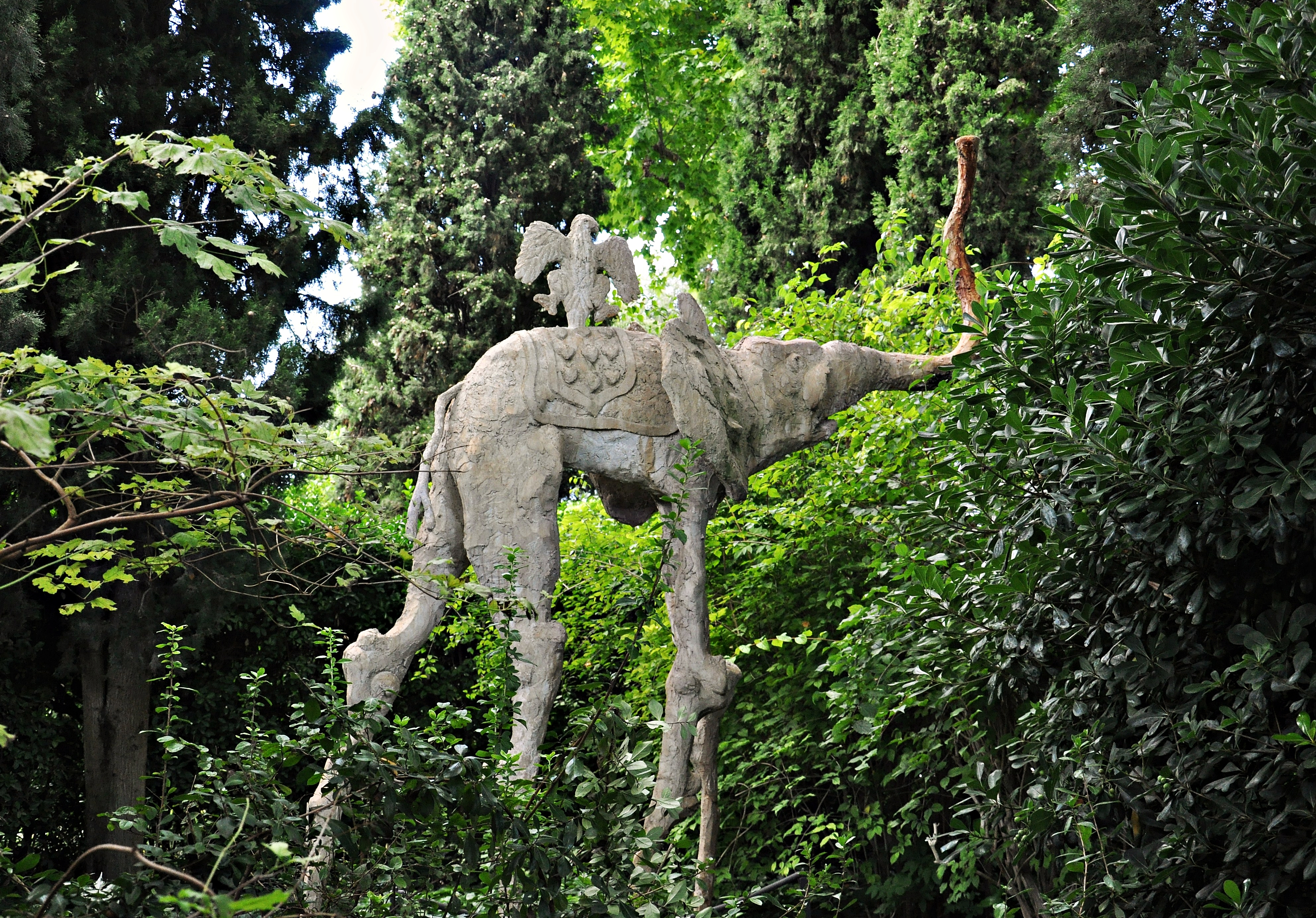
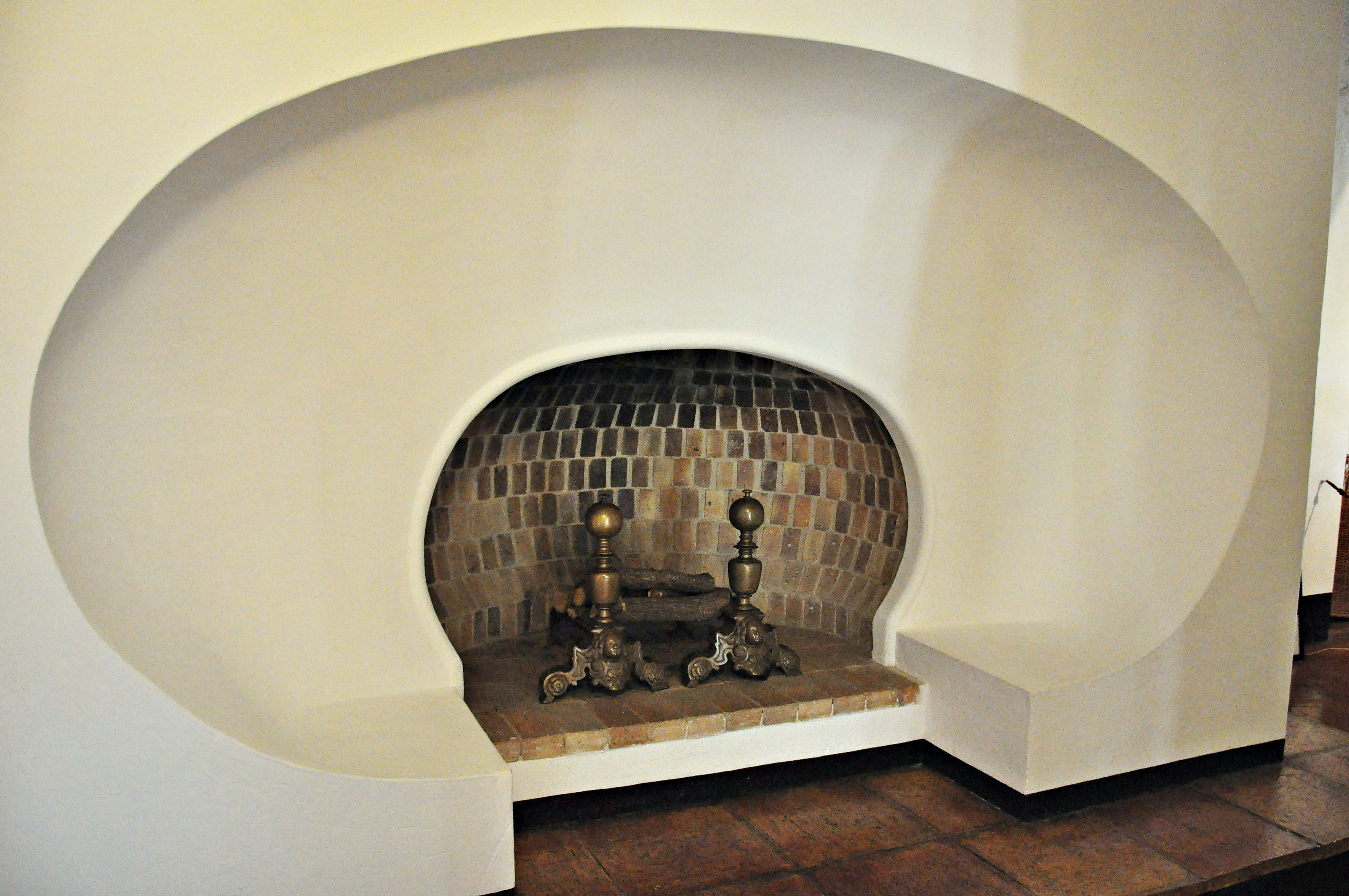
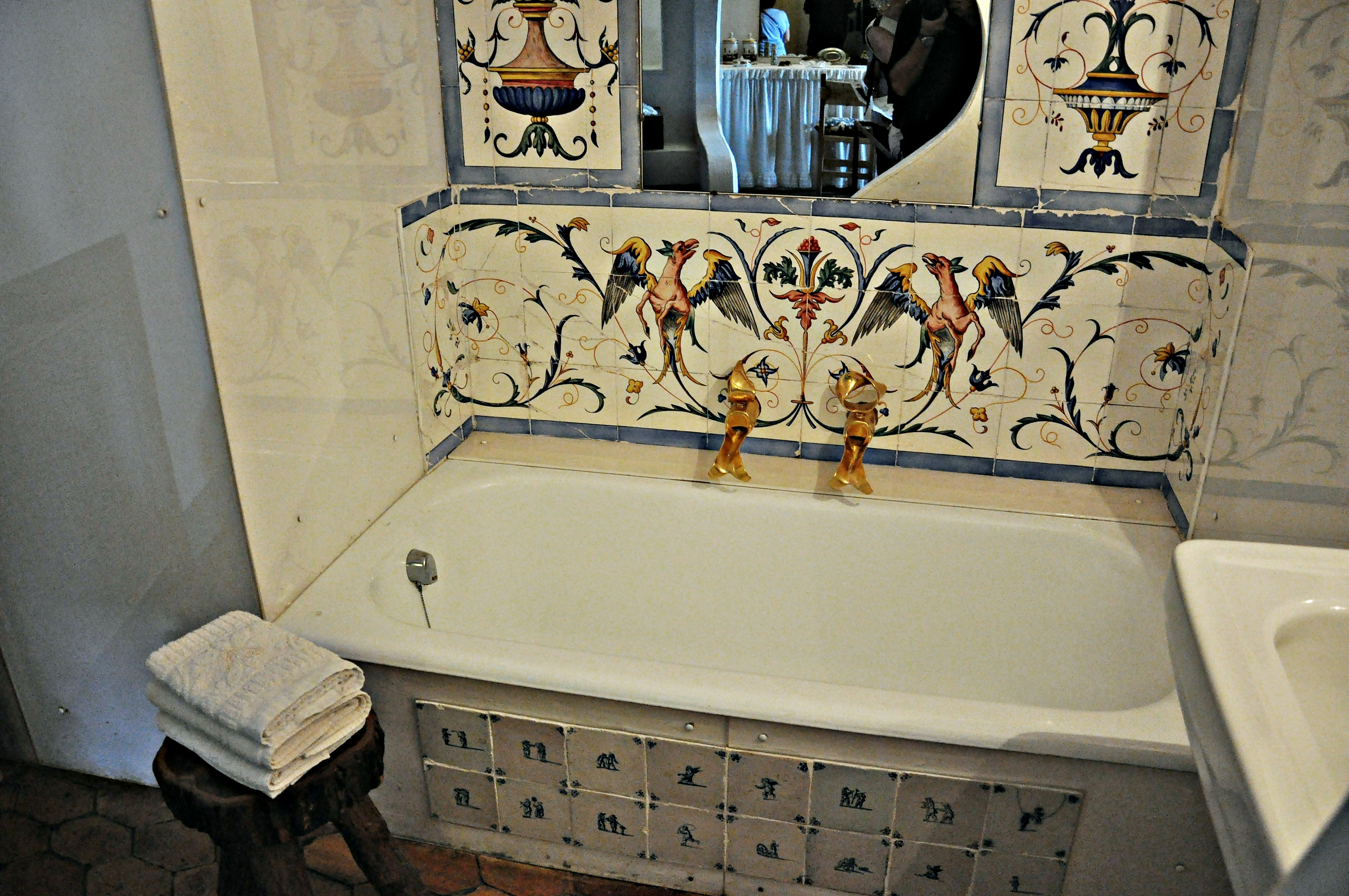
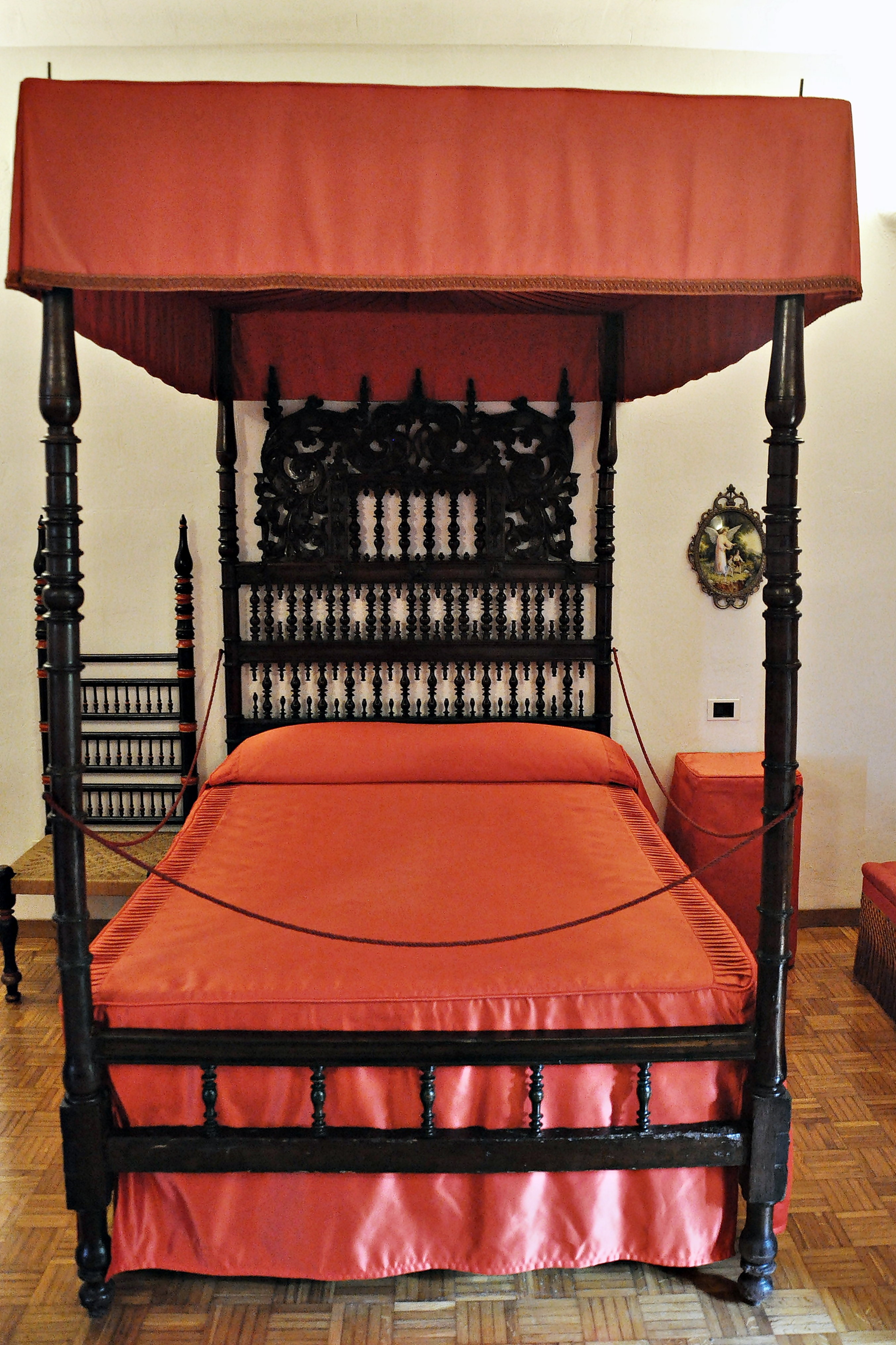